# Dotalabrus
Dotalabrus ist eine Gattung von Lippfischen, die mit zwei Arten an der australischen Südküste vorkommt.

## Merkmale
Dotalabrus-Arten werden 8 bis 14 cm lang. Ihr Maul ist klein und endständig. Die Maxillare reicht nur bis zu den vorderen Nasenöffnungen. Die Lippen sind leicht fleischig. In Ober- und Unterkiefer befinden sich vorne je ein Paar nach vorne gebogene Eckzähne. Die unteren Eckzähne stehen eng zusammen und passend zwischen die oberen Eckzähne. Drei bis fünf stumpfe Zähne stehen in einer inneren Reihe hinter den vorderen Eckzähnen. Die Kieferseiten sind mit 6 oder 7 nach hinten immer kleiner werdenden stumpfen Zähnen besetzt. Am hinteren Ende des Oberkiefers liegen keine Zähne. Der untere Pharyngealknochen ist breit und Y-förmig und mit stumpfen, konischen, fast backenzahnartigen Zähnen besetzt. Die Nasenlöcher sind klein, die vorderen Nasenlöcher enden in kurzer häutiger Röhren. Die Schuppen auf dem Rumpf sind relativ groß. Stirn, Schnauze und Kopfunterseite sind unbeschuppt. Die Basen von Rücken- und Afterflossen sind unbeschuppt. An der Schwanzflossenbasis erstrecken sich die Schuppen nicht über die Basis hinaus auf die Schwanzflosse. Die Flossenstrahlen von Rücken- und Afterflosse werden nach hinten zunehmend länger. Die hinteren Spitze von Rücken- und Afterflosse sind zugespitzt. Die Schwanzflosse ist etwas abgerundet. Die Brustflossen sind abgerundet oder die obersten Flossenstrahlen bilden eine Spitze. Die Bauchflossen sind kurz und dreieckig. Die Seitenlinie ist vollständig und verläuft unterhalb des neunten bis elften Rückenflossenstrahls abrupt nach unten.
Morphometrie:
- Flossenformel: Dorsale IX(X)/(10)11(12); Anale III/10(11); Pectorale ii/10(11); Ventrale I/5; Caudale 5–6(3) +2+12+2+5–6(4).

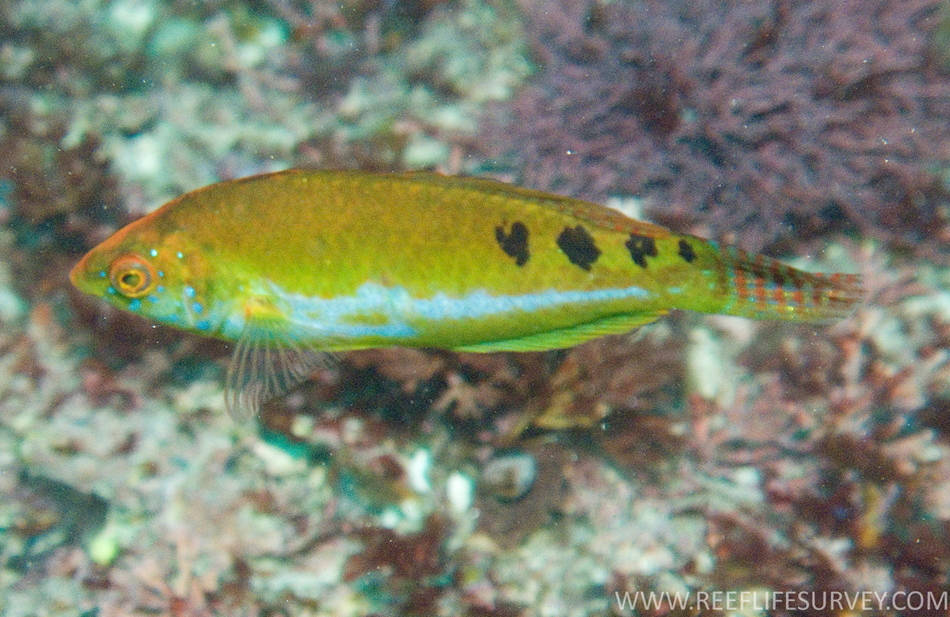
Dotalabrus alleni

- Schuppenformel: 3-4/25–26/8-9.
- Kiemenrechen: 13–19.
- Branchiostegalstrahlen: 5.
- Wirbel: 6 + 16.

## Lebensweise
Die zwei Dotalabrus-Arten leben in mit Algen oder Seetangen bewachsenen Felsriffen oder auf Seegraswiesen und ernähren sich von kleinen Weichtieren und Krebstieren.

## Arten
Es gibt zwei Arten:
- Dotalabrus alleni	Russell, 1988
- Dotalabrus aurantiacus (Castelnau, 1872)